# Демчук Наталя Романівна
Демчук Наталя Романівна — завідувач кафедри бібліотекознавства і бібліографії; науковий ступінь: кандидат філологічних наук; вчене звання: доцент.

## Життєвий шлях
Закінчила філологічний факультет Львівського національного університету імені Івана Франка (1995 р.) та аспірантуру при кафедрі історії української літератури імені акад. М. Возняка Львівського національного університету імені І. Франка (1999 р.). Кандидат філологічних наук (Художній світ прози Т. Шевченка (проблема психологічного аналізу) 1999 р.), доцент (2013 р.). У 1998—2002 рр. — асистент, із 2002 р. — доцент кафедри бібліотекознавства і бібліографії Львівського національного університету імені І. Франка. Із 2015 р. — виконувач обов'язків завідувача. Автор понад 36 наукових праць.
Працює викладачем на факультеті культури і мистецтв; Курси:
- Енциклопедична справа
- Історія бібліотечної справи зарубіжних країн Історія світової бібліографії
- Організація бібліотечної справи
- Основи бібліопсихології

## Наукова робота

### Науковий ступінь
Рік: 1999. Ступінь: Кандидат. Спеціальність: Філологічні науки. 10.01.01 — Українська література Місто: Львів. Установа: Львівський державний університет імені Івана Франка

### Наукові інтереси
Теорія та практика бібліопсихології, бібліопедагогіки, бібліотерапії, бібліотечної соціоніки як галузей бібліотекознавства та спеціального книгознавства.

## Праці
- (1999) Художній світ прози Т.Шевченка (проблема психологічного аналізу)
- (1999) Художній світ прози Т.Шевченка (проблема психологічного аналізу)
- (1999) Інтер'єр у прозі Т.Шевченка (мікропоетика опису в системі екстервентного психологічного аналізу)
- (1999) Інтер'єр у прозі Т.Шевченка (мікропоетика опису в системі екстервентного психологічного аналізу)
- (1999) Пейзаж у прозі Т.Шевченка (мікропоетика опису в системі екстервентного психологічного аналізу)

### Наукова періодика
- (2014) Методологічні засади дослідження терміносистеми маркетингу французької мови

### Реферативна інформація
- (1999) Інтер'єр у прозі Т.Шевченка (мікропоетика опису в системі екстервентного психологічного аналізу)
- (1999) Пейзаж у прозі Т.Шевченка (мікропоетика опису в системі екстервентного психологічного аналізу)
- (1999) Художній світ прози Т.Шевченка (проблема психологічного аналізу)
- (2005) Англійські терміни економіки у сучасній французькій мові